# Upside Down; or, the Human Flies
Pour plus de détails, voir Fiche technique et Distribution.
Upside Down or The Human Flies est un film muet britannique réalisé par Walter R. Booth, sorti en septembre 1899 au Royaume-Uni.

## Synopsis
Dans un salon, devant deux couples, un prestidigitateur effectue un tour : il emprunte un chapeau, une passe, et le chapeau s'envole au plafond. Mais il ne s'en tient pas à cela. Il fait lever tout le monde, effectue une autre passe qui le fait disparaître. Les deux couples sautent en l'air... et se retrouvent la tête en bas, sur le plafond avec le chapeau, incapables de redescendre !

## Fiche technique
- Titre original : Upside Down; or, the Human Flies
- Réalisation : Walter R. Booth
- Production Robert W. Paul
- Pays d'origine : Grande-Bretagne
- Format : Noir et blanc
- Durée : 47 secondes
- licence : Domaine public